# Деттмар Крамер
Деттмар Крамер (нім. Dettmar Cramer; 4 квітня 1925, Дортмунд — 17 вересня 2015, Райт-ім-Вінкль) — німецький футбольний тренер. Відомий значним внеском у становлення футболу в до того «нефутбольних» країнах, насамперед в Японії і США.
Найвищих тренерських успіхів досяг з мюнхенською «Баварією», яку двічі поспіль приводив до перемог у Кубку чемпіонів УЄФА.

## Біографія
Під час Другої світової війни був обер-лейтенантом парашутних військ.
У повоєнні роки вирішив присвятити себе футболу, працював тренером у низці команд з німецьких регіональних ліг. З 1949 року почав працювати в структурах Німецького футбольного союзу.

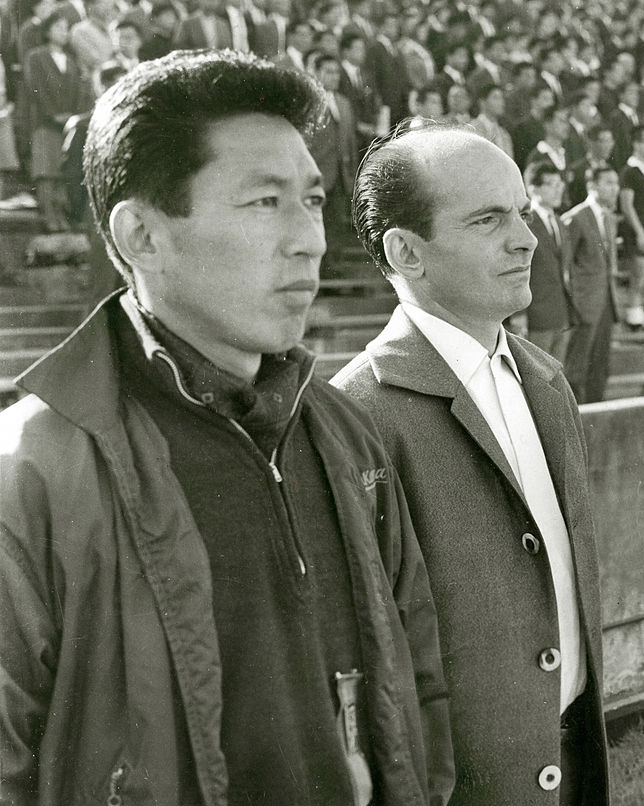
Деттмар Крамер — радник Кена Нагануми у збірній Японії

1960 року Німецький футбольний союз відрядив Крамера до Японії, представники якої, готуючись до домашніх Олімпійських ігор 1964 року, звернулися до німецьких колег за допомогою у підготовці футбольної збірної. Крамер пропрацював консультантом збірної Японії до 1963 року, за цей час не лише впровадивши систему підготовки національної команди, але й розробивши стратегію розвитку футболу, у тому числі й клубного, в країні. Пізніше, 1971 року, внесок німецького спеціаліста у розвиток цього виду спорту в Японії був відзначений орденом Священного скарбу з рук імператора Хірохіто.
1964 року повернувся на батьківщину, ставши асистентом новопризначеного головного тренера збірної Німеччини Гельмута Шена. Допомагав готувати команду до фінальної частини чемпіонату світу 1966 року, де німці лише у фінальній грі поступилися англійцям. Проте до тріумфів Гельмута Шена 1970-х Крамер у штабі «бундестім» не допрацював, оскільки вже 1967 року його було запрошено на роботу тренера-консультанта ФІФА.
Пропрацював в структурі ФІФА до 1974 року. За цей час викладав тренерську майстерність у різних куточках світу. Паралельно з 1971 року був головним тренером національної збірної Єгипту. А в другій половині 1974 року, одночасно з підготовкою футбольних тренерів у США, особисто опікувався підготовкою національної збірної цієї країни.
Ще в липні 1974 року був близький до початку тренерської кар'єри у клубному футболі, проте тоді з роботою у берлінській «Герті» не склалося, хоча формально Крамер був головним тренером команди цього клубу протягом 9 днів, за які жодної офіційної гри проведено не було.
А ось на початку 1975 року, по ходу сезону, був призначений головним тренером мюнхенської «Баварії». Команда була на той час діючим чемпіоном країни, проте сезон 1974/75 був провальним, вже під керівництвом Крамера мюнхенці завершили його лише на десятому місці турнірної таблиці чемпіонату. Згодом тренер провів у «Баварії» ще два сезони, в яких результати були кращими (3-тє і 7-ме місце), втім суттєво гірше, ніж очікування керівництва клубу. Проте невдачі в національній першості були компенсовані успіхами на європейській арені — протягом двох сезонів поспіль (1974/1975 і 1975/1976) команда Крамера вигравала Кубок чемпіонів УЄФА. 
1977 року «Баварія» Крамера не мала успіхів ані на внутрішній, ані на зовнішній аренах, і влітку керівництво клубу запросило на місце головного тренера угорця Дьюлу Лоранта, а Крамер відправився у зворотньому напрямі — до попередньої команди Лоранта, франкфуртського «Айнтрахта». У цій команді провів один сезон, за результатами якого не зміг вивести її до зони європейських кубків (лише 7-ме місце в чемпіонаті).
Згодом залишив Німеччину і протягом трьох років був головним тренером саудівського «Аль-Іттіхада», після чого протягом сезону працював у Греції, де очолював тренерський штаб «Аріса».
Чергове повернення на батьківщину відбулося 1982 року, коли Крамера запросило керівництво леверкузенської команди «Баєр 04». Команда з Леверкузена на той час була одним з аутсайдерів Бундесліги і саме під керівництвом Крамера в сезоні 1983/84 уперше в своїй історії зайняла місце у вищій половині турнірної таблиці національної першості. Проте справжнього прориву в результатах команди не відбулося, і, пропрацювавши в Леверкузені три роки, тренер залишив місцевий клуб.
В наступному Крамер повернувся до роботи зі збірними командами, працював в азійському регіоні — протягом 1984—1985 років очолював тренерський штаб збірної Малайзії, 1991 року прийняв пропозицію попрацювати в олімпійській збірній Південної Кореї, а останнім місцем його тренерської роботи була збірна Таїланду, головним тренером якої Деттмар Крамер був протягом 1997 року.

## Досягнення

### Як тренера
- Володар Кубка чемпіонів УЄФА:

«Баварія» М: 1974–1975, 1975–1976
- Володар Міжконтинентального кубка:

«Баварія» М: 1976
- Бронзовий призер Кубка африканських націй: 1974

### Особисті
- Найкращий тренер в історії футболу — 40 місце (France Football)[1][2][3]